# Elecciones legislativas de Mongolia de 1966
Las elecciones parlamentarias de 1966 tuvieron lugar el día 26 de junio en la República Popular de Mongolia.
En esta época, Mongolia se encontraba bajo el régimen de un único partido, el cual era el Partido Revolucionario del Pueblo de Mongolia.
El Partido Revolucionario del Pueblo de Mongolia ganó 234 de los 287 escaños, el resto de los 45 escaños fue a parar a candidatos no alineados en partidos, quienes habían sido aprobados por el Partido Revolucionario del Pueblo de Mongolia debido a su status.
El recuento de votos fue del 100%, con solo 14 votantes de los 558.477 registrados que no fueron a ejercer su derecho a voto.

## Tabla de resultados
| Partido                                       | Votos   | %   | Diputados | +/- |
| --------------------------------------------- | ------- | --- | --------- | --- |
| Partido Revolucionario del Pueblo de Mongolia |         |     | 234       | +18 |
| Independientes                                |         |     | 53        | -1  |
| Inválidos/Votos en blanco                     |         | -   | -         | -   |
| Total                                         | 558.463 | 100 | 287       | +17 |
| Fuente: Nohlen et al.                         |         |     |           |     |